# Turbidita

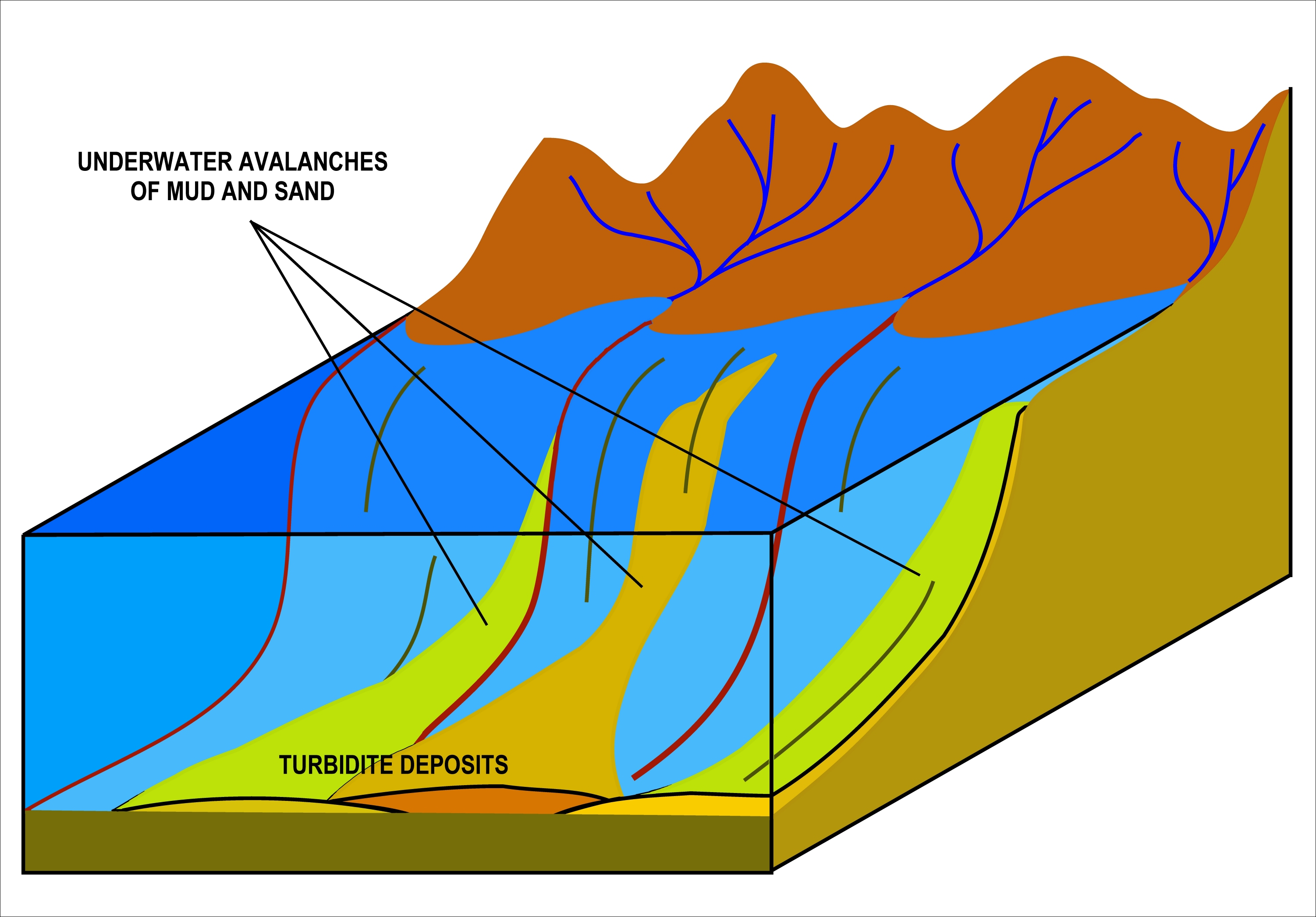
Formació de turbidita.

Es diu turbidita al dipòsit sedimentari o formació geològica generat per un corrent de terbolesa en medis submergits, ja siguin oceans, mars o llacs.

## La seqüència ideal de Bouma
Bouma estudià les turbidites identificant les característiques sedimentàries pròpies. Bouma descrigué la seva seqüència ideal (Bouma, 1976), anomenada seqüència de Bouma, que es caracteritza per tenir la base erosiva, ser grano-decreixent (sediment més groller a la base i més fi al sostre) i tenir estructures internes de flux que canvien verticalment indicant una pèrdua d'energia del flux que la va generar.

## Processos que generen una turbidita
Una turbidita es pot generar per diferents processos (Adam, 1990; Goldfinger, 2003):
- Gran terratrèmol (Mw>7)
- Terratrèmols superficials
- Tempesta
- Desestabilització d'hidrats de gas
- Fluxos hiperpícnics
- Tsunami
- Prisma d'acreció asísmic